# Ökoton

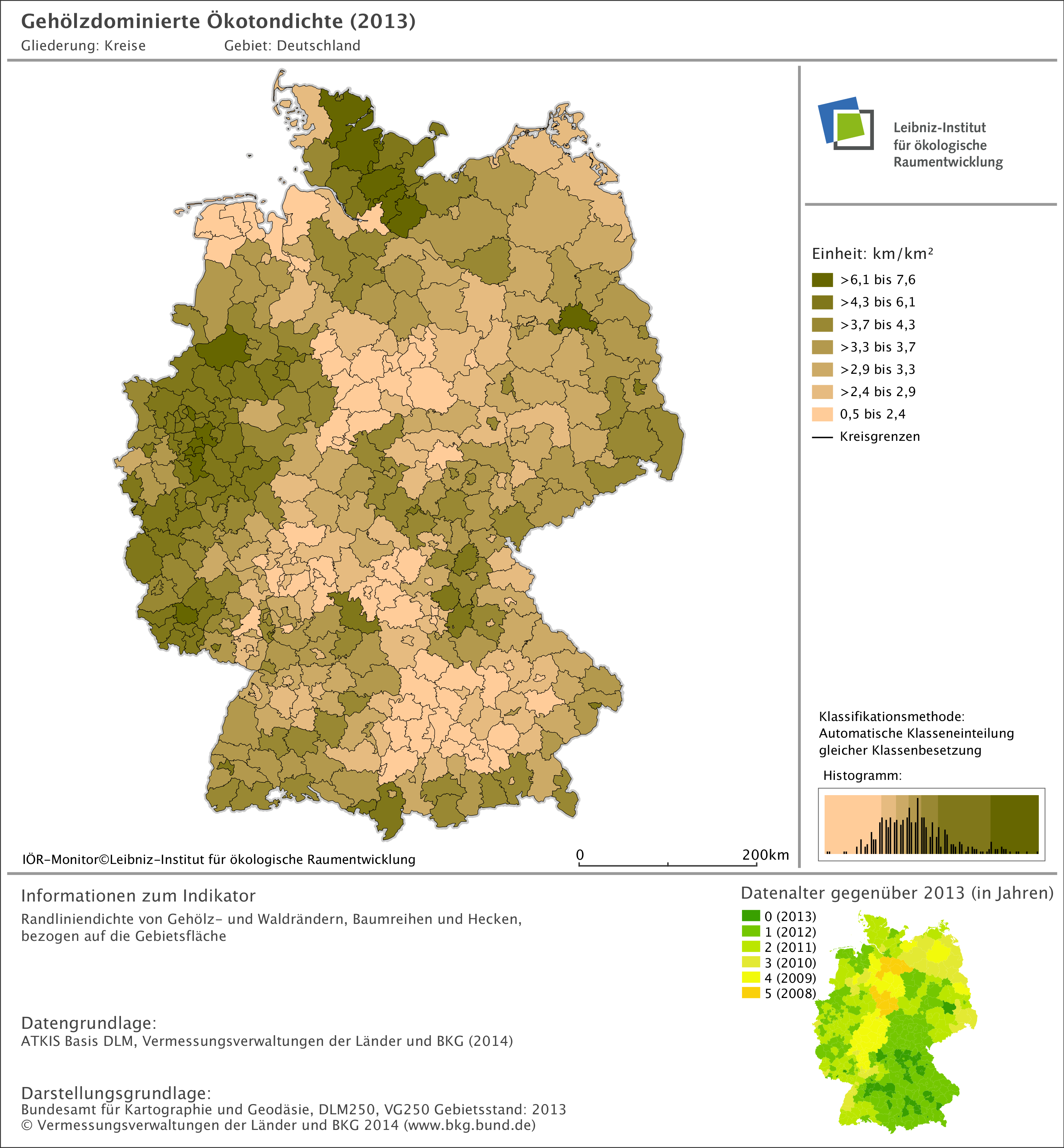
Gehölzdominierte Ökotondichte Deutschlands nach Kreisen 2013. Quelle: Leibniz-Institut für ökologische Raumentwicklung

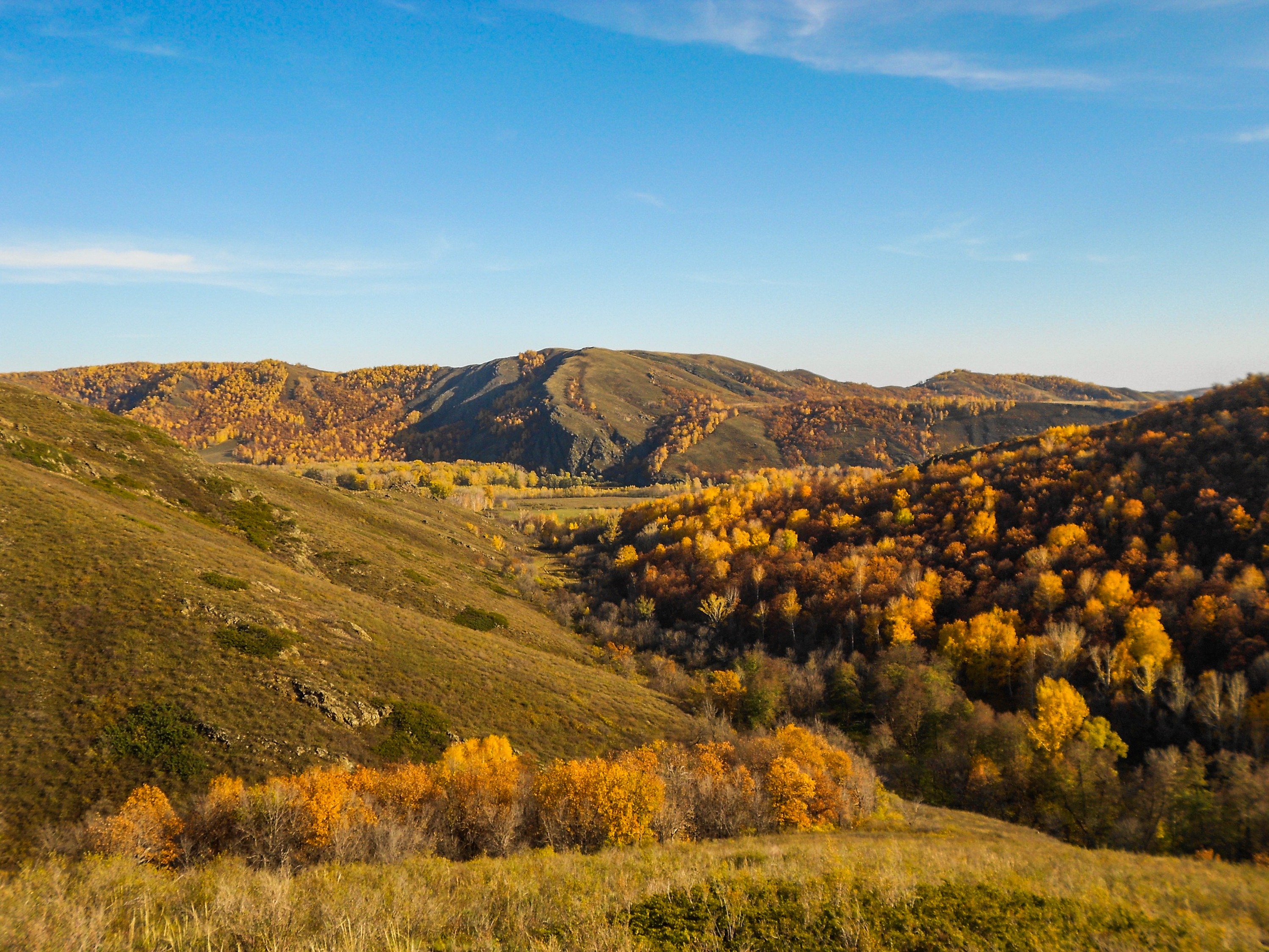
Natürlich entstandene Waldsteppe am Südrand des Uralgebirges

Ein Ökoton ist in der Ökologie ein räumlicher Übergangsbereich zwischen zwei verschiedenen Ökosystemen; auf kleiner Maßstabsebene kommen sie vor zwischen zwei Biotoptypen (auch Saumbiotop oder Randbiotop) oder Pflanzenformationen wie z. B. Trockenauen, Hecken, Uferbereiche, Waldränder oder großmaßstäblich zwischen zwei Biomtypen, Vegetationszonen bzw. Naturlandschaften wie Uferbereiche, Waldsteppe, Waldtundra oder Savanne.
Die Entstehung und die Größe von (terrestrischen) Ökotonen ist von verschiedenen Umwelt- beziehungsweise Standort-Faktoren abhängig, die den Grenzbereich der Lebensfähigkeit bestimmter Biozönosen markieren:
- hydrologisch: Zwischen terrestrischen und aquatischen Bedingungen (etwa Flussuferzonen)
- edaphisch: Zwischen unterschiedlichen Bodenarten (etwa Sand- und Moorboden)
- klimatisch: nach Temperatur, Feuchtigkeit, Hangausrichtung, Vegetationsperiode u. a. (etwa Wald- und Baumgrenze, hygrische Wachstumsgrenzen für Gehölze und Gräser)

Grundsätzlich existieren zwei wesentliche Typen ökotonaler Vegetation: Entweder ist ein kontinuierlicher Übergang zu erkennen (zum Beispiel Wald – Strauchformationen – Grasland) oder die beiden Ausgangstypen sind mosaikartig miteinander verzahnt (Beispiel Sibirische Waldsteppe: „Grasinseln“ im nördlichen Laubwald, die trockenere Standorte anzeigen und die in Richtung ariderem Klima immer größer und alsbald zur Steppe werden, in der nur noch „Waldinseln“ auf feuchteren Nordhängen oder an Wasserläufen vorkommen).
Da in Übergangslebensräumen viele Arten mit gegensätzlichen Ansprüchen unter grenzwertigen Bedingungen miteinander konkurrieren und aufgrund der engen Verzahnung unterschiedlicher Lebensräume, herrscht in der Regel eine deutlich größere biologische Vielfalt als in den benachbarten „Einheits-Biomen“ Gleichsam ist jedoch auch ein fragileres Gleichgewicht der Ökotone zu beobachten: Schon kleinere Klimaveränderungen können zu großen Auswirkungen führen. Als besonders folgenschwer sind hier regelmäßige Flächenbrände (siehe auch Feuerklimax, Savanne, „Pampa-Problem“) und der Einfluss großer Tierherden (siehe Megaherbivorenhypothese) sowie des Menschen (siehe etwa Heide, Alm sowie ebenfalls Feuerklimax) zu nennen.
Von den „harten“ Übergängen zwischen Land- und Wasserlebensräumen abgesehen, beruht die Ausdehnung von Ökotonen auf künstlichen Festlegungen, die sich aus Definitionen ergeben (Wann spricht man bei Baumformationen von Wald? Bei welchem Pflanzenbedeckungsgrad beginnt eine Halbwüste? …). In der Realität sind die Grenzen meistens fließend.
Kleinmaßstäbliche Ökotone zwischen Wald und Offenland – Säume genannt – bieten eine große Anzahl an ökologischen Nischen. Ein anderes Beispiel ist der Mangrovenwald, welcher einen Übergang zwischen Land- und Wasserökosystem darstellt.
Je mehr Saumbiotope es in einer Landschaft gibt, desto höher ist diese Landschaft aus naturschutzfachlicher Sicht zu bewerten. Für Deutschland werden gehölzdominierte Ökotone, das sind Waldränder, Baumreihen und Hecken, im Rahmen des Monitors der Siedlungs- und Freiraumentwicklung jährlich berechnet und dargestellt. Damit wird die Entwicklung der Säume über viele Zeitschnitte im Rahmen eines Monitorings sichtbar.